# جيوفري كينيدي
جيوفري كينيدي (بالإنجليزية: Geoffrey Studdert Kennedy)‏ (و. 1883 – 1929 م) هو شاعر، وكاهن أنجليكاني من المملكة المتحدة، والمملكة المتحدة لبريطانيا العظمى وأيرلندا، ولد في ليدز، توفي عن عمر يناهز 46 عاماً.

## التعليم
تعلم في Leeds Grammar School ‏
.

## الخدمة العسكرية
خدم في الجيش البريطاني.

## جوائز
حصل على جوائز منها:

الصليب العسكري

## روابط خارجية
- جيوفري كينيدي على موقع ديسكوغز (الإنجليزية)